# Wesolowskana
Wesolowskana Koçak & Kemal, 2008 è un genere di ragni appartenente alla famiglia Salticidae.

## Etimologia
Il genere è stato così denominato in onore dell'aracnologa polacca Wanda Wesolowska (1950- ).

## Distribuzione
Le due specie oggi note di questo genere sono endemiche delle isole Capo Verde.

## Tassonomia
Gli aracnologi Koçak & Kemal nel 2008 hanno rinominato questo genere in quanto il precedente nome Luxuria Wesolowska, 1989, apparteneva ad un genere di molluschi gasteropodi descritto antecedentemente.
A dicembre 2010, si compone di due specie:
- Wesolowskana lymphatica (Wesolowska, 1989)[2] - isole Capo Verde
- Wesolowskana marginella (Simon, 1883) - isole Capo Verde